# Farga de Vila-rodona
La Farga de Vila-rodona és un monument protegit com a bé cultural d'interès local del municipi de Vila-rodona (Alt Camp).

## Descripció
L'antiga farga està situada als afores de Vila-rodona, al costat del riu Gaià. El conjunt presenta una estructura tancada aproximadament rectangular amb edificacions en dos dels seus costats. Una tanca delimita l'espai no edificat i hi defineix un pati interior. L'accés al bloc principal és doble i es fa bé per una petita porta oberta al mur, o bé a través d'una gran porta rectangular practicada a la part de la tanca contigua a l'edifici. Es tracta d'una construcció de planta baixa i dos pisos, pintada, amb coberta a dues vessants. A la part posterior d'aquest bloc, pintada, amb tres de planta i un pis, així mateix amb coberta dues vessant i que ocupa totalment el segon costat del rectangle. el material predominant de la construcció és la pedra.

## Història
Els primers documents que fa referència a La Farga de Vila-rodona daten dels anys 1187 i 1190. L'autor Martínez Larriba pensa que "tenia gran esplendor durant els segles xiii i xiv, fins a les guerres de Joan II (1462-67) moment en què possiblement va deixar de funcionar". Del segle xvi hi ha documentació que demostra que La Farga es trobava en funcionament. Va seguir en marxa amb el nom de "Ferreries l'Àncora" fins al s. XIX, moment de davallada de les fargues per l'aparició de la metal·lúrgica. Des de finals del s. XIX va fer-se servir com a centre de transformació de l'aram, fins al 1925 data en què va deixa r de funcionar. En temps de la Guerra Civil es va desfer la maquinària per aprofitar el ferro.